# Gaweinstal
Gaweinstal è un comune austriaco di 3 865 abitanti nel distretto di Mistelbach, in Bassa Austria; ha lo status di comune mercato (Marktgemeinde). Nel 1972 ha inglobato i comuni soppressi di Atzelsdorf, Höbersbrunn, Martinsdorf, Pellendorf e Schrick.